# 中国驻毛里塔尼亚大使馆
中华人民共和国驻毛里塔尼亚伊斯兰共和国大使馆（阿拉伯语：سفارة جمهورية الصين الشعبية لدى جمهورية موريتانيا الإسلامية），简称中国驻毛里塔尼亚大使馆，是中华人民共和国驻毛里塔尼亚的外交代表机构。驻毛里塔尼亚大使馆曾兼辖对断交国塞内加尔的相关事务。

## 机构设置
中国驻毛里塔尼亚大使馆设置下列机构：
- 政治处
- 武官处
- 经商处
- 办公室